# Josef Engling

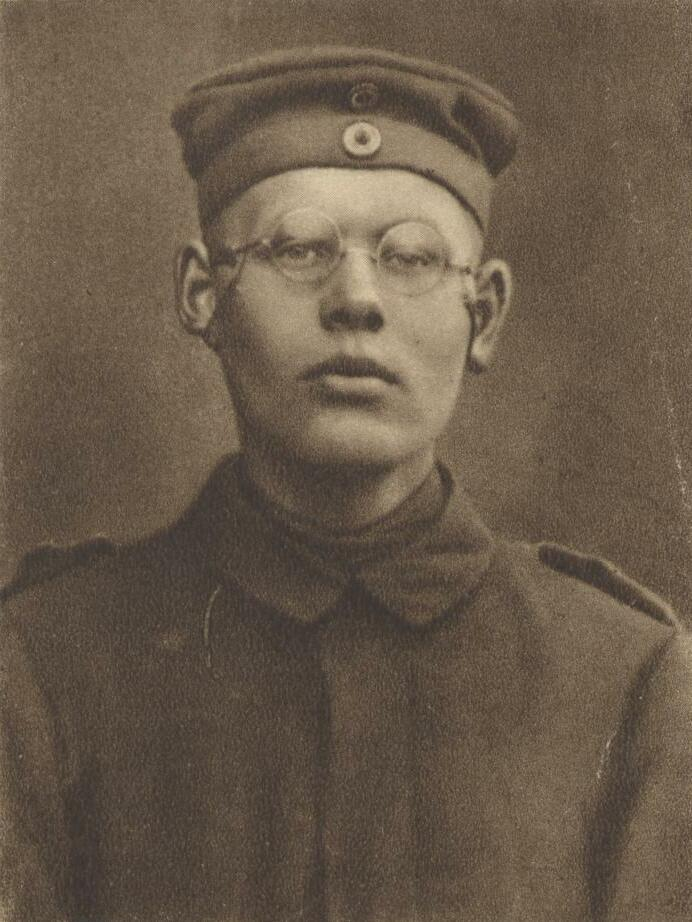
Josef Engling im Ersten Weltkrieg

Josef Engling, SAC (* 5. Januar 1898 in Prositten, Ermland; † 5. Oktober 1918 bei Cambrai in Frankreich) war ein deutscher Geistlicher. Er war Mitglied der Schönstattbewegung und einer der stärksten Vertreter der Werktagsheiligkeit. Der katholische Gedenktag Englings ist am 4. Oktober.

## Biografie
Josef Engling wurde als eines von sieben Kindern des Schneidermeisters August Engling im katholischen Kirchspiel Prossitten, Kreis Rößel im Ermland/Ostpreußen geboren. Er kam im Alter von 14 Jahren nach Vallendar bei Koblenz ins Studienheim der Pallottiner, um das Gymnasium zu besuchen und sich auf den Priesterberuf vorzubereiten. Dort erfuhr er als Sodale und Präfekt der Marianischen Kongregation unter Anleitung des Spirituals Pater Josef Kentenich eine vertiefte Bindung an die Gottesmutter Maria, die er sein „lieb Mütterlein“ nannte.
Mit 18 Jahren wurde er 1916 zum Kriegsdienst im Ersten Weltkrieg einberufen und musste seine Studien unterbrechen.
Während seiner Soldatenzeit führte er ein geistliches Tagebuch, das seine religiöse und charakterliche Entwicklung widerspiegelt. Sein großes Ziel war es, ein marianischer Werktagsheiliger zu werden.
Josef Engling bemühte sich, auch in der harten Realität des Frontkämpfe seinen Glauben konkret zu gestalten und sein Leben ganz Gott und der Gottesmutter Maria zu überlassen.
Am 5. Oktober 1918 fiel er in der 4. Komp./ Res.-Inf.-Rgt. Nr. 25 auf dem Schlachtfeld bei Cambrai. Er ist vermutlich auf dem deutschen Soldatenfriedhof am Ortsrand von Cambrai bestattet.

## Geistliches Streben
Josef Engling erlernte mit der Kentenich-Pädagogik vier Methoden, um im Alltag und auch im Krieg sein Streben nach Heiligkeit aufrechterhalten zu können:
1. In seinem Tagebuch notierte er stets ein aktuelles Partikularexamen (PE). Darunter versteht man einen Vorsatz, den man ganz bewusst über einen bestimmten Zeitraum halten möchte.
2. Dazu kam sein Persönliches Ideal (PI), seine originelle „Lebensvision“, die Gott in ihn hineingelegt hatte. Sein Ideal lautete: „Ich will allen alles werden und Maria ganz zu eigen sein.“
3. Besonders wichtig war ihm auch seine Geistliche Tagesordnung (GTO), mit der er die Liebe zu Gott und zur MTA auch im Schützengraben aufrechterhalten konnte. Auf der GTO findet man religiöse Übungen, wie z. B. Morgengebet und Rosenkranz, die Josef Engling wichtig waren und deren Einhalten er jeden Tag schriftlich kontrolliert hat.
4. Schließlich schickte Josef Engling alle 14 Tage einen Rechenschaftsbericht an Josef Kentenich, in dem er Auskunft über seine Vorsätze und seine GTO gibt. Der Rechenschaftsbericht diente ihm als Kontrolle für sein Streben.

Sein Anliegen war es, im Alltag treu zu sein und durch kleine Taten eine lebendige Beziehung zu Gott herzustellen. Er setzte vor allem während seines Soldatenlebens deutliche Zeichen der Solidarität zu seinen Mitsoldaten. Aus seiner spirituellen Tiefe heraus gelang es ihm, auch gefährliche Situationen zu überwinden.

## Kanonisation
Das Verfahren zu seiner Seligsprechung wurde 1952 eingeleitet, Vizepostulator war Englings Mitschüler Alexander Menningen. Das Verfahren wurde 1964 auf diözesaner Ebene abgeschlossen und an den Heiligen Stuhl übergeben. Dieses Verfahren ruhte jahrelang wegen Streitigkeiten zwischen den Pallottinern und der Schönstattbewegung, die sich rechtlich getrennt haben. Seit 2000 verfolgen beide Gruppen die Seligsprechung gemeinsam, wobei seit 2003 Joachim Schmiedl als Vizepostulator tätig ist.
Josef Engling gilt als erster „Heiliger“ der Schönstattbewegung.

## Engling und die Schönstattbewegung
Englings Bedeutung für die Schönstatt-Bewegung ist weniger von den äußeren Lebensereignissen als vielmehr von seiner inneren Entwicklung her zu verstehen. Diese wird in entscheidender Weise von der erstmals 1915 bei Aufnahme in die Marianische Kongregation erfolgten „Weihe an Maria“, wie sie auch in seinem Persönlichen Ideal „Volo omnibus omnia fieri, specialiter Mariae mancipatus“ – „Ich will allen alles werden, Maria ganz zu eigen“ (Dezember 1915) zum Ausdruck kommt, bestimmt. Diese Weihe spornt ihn an, sich selbst durch kleine Vorsätze und ein klares geistliches Tagesprogramm zu einer Persönlichkeit zu erziehen, die fähig und bereit ist, unterschiedlichste Menschen mit ihren Eigenarten anzunehmen und zu fördern.
Am 3. Juni 1918 bietet Engling der Gottesmutter sein Leben an „für die Aufgaben, die Du unserer Kongregation gestellt hast“. Aufgrund seines in der Gemeinschaft als heroisch angesehenen Heiligkeitsstrebens, seines Ringens um Selbsterziehung und Apostolat wird Engling in der Schönstattbewegung als „Vorbild und Patron“ angesehen.
In Frankreich wird besonders seine Bedeutung für die Versöhnung der einstigen Kriegsgegner betont.